# Hrabstwo Webster (Missouri)
Hrabstwo Webster (ang. Webster County) – hrabstwo w stanie Missouri w Stanach Zjednoczonych. Obszar całkowity hrabstwa obejmuje powierzchnię 593,69 mil2 (1 538 km²). Według danych z 2010 r. hrabstwo miało 36 202 mieszkańców. Hrabstwo powstało 3 marca 1855 roku i nosi imię Daniela Webstera - senatora i sekretarza stanu Stanów Zjednoczonych.

## Sąsiednie hrabstwa
- Hrabstwo Dallas (północny zachód)
- Hrabstwo Laclede (północny wschód)
- Hrabstwo Wright (wschód)
- Hrabstwo Douglas (południowy wschód)
- Hrabstwo Christian (południowy zachód)
- Hrabstwo Greene (zachód)

## Miasta i miejscowości
- Diggins (wieś)
- Fordland
- Marshfield
- Niangua
- Rogersville
- Seymour